# マイケル・ディー
マイケル・ディー（英語: Michael Dee、1996年4月13日 - ）とはニュージーランド出身のオーストラリア・ビクトリア州に拠点を置く競馬の騎手である。

## 経歴
マイケルの父リチャード・ディーは競馬の調教師だった。マイケルはホークスベイに拠点を置く調教師のガイ・ローリーとグラント・カレンの下騎手のキャリアを始め、その後ワンガヌイのケビン・マイヤーズの下で騎乗を始めた。
2012年12月31日にストラトフォード競馬場にてデビュー。マイヤーズ厩舎のNegotiate騎乗で、2着に入った。2013年1月17日にニュープリマス競馬場のRating 65 Benchmark 1200mレースにてAdrian Bull産駒のせん馬Bamboo騎乗で初勝利を挙げる。
2017年にメルボルンカップ初騎乗を果たすが、最下位に終わる。
2023年に香港にて騎乗。
2025年に短期免許を初取得し来日。免許期間は4月26日から6月25日までの間で身元引受調教師と契約馬主はそれぞれ国枝栄とDMMドリームクラブである。

## 主な勝ち鞍
- ヴィクトリアダービー - Manzoice (2022年)
- オーアステークス - Alabama Express (2020年)
- オーストラリアンギニー - Lunar Fox (2021年)、Legarto (2023年)
- クールモアクラシック - Espiona (2023年)
- グッドウッドハンデキャップ - Royal Merchant (2023年)
- コーフィールドカップ - Durston (2022年)
- サールパートクラークステークス - Magic Time (2023年)
- ストームクイーンステークス - Hiyaam (2018年)
- チャンピオンズマイル - Shillelagh (2017年)
- ニュージーランドダービー - Willydoit (2025年)[8]
- ブルーダイヤモンドステークス - Little Brose (2023年)、Devil Knight (2025年)
- メトロポリタンハンデキャップ - Foundr (2017年)